# Шокота, Томислав
То́мислав Шо́кота (хорв. Tomislav Šokota; 8 апреля 1977, Загреб, СФРЮ) — хорватский футболист, нападающий. Раньше выступал за португальские клубы «Порту» и «Бенфика».

## Биография

### Клубная карьера
Выступал за молодёжную команду «Самобор».
В 1997 году перешёл в загребское «Динамо». Шокота становился лучшим бомбардиром чемпионата Хорватии в сезонах 1999/00 и 2000/01. Во время одного из матчей «Динамо» против «Хайдука» Шокота забил гол и продемонстрировал майку с надписью «Я ненавижу Сплит», что спровоцировало столкновение фанатов с полицией. С 1997 года по 2001 год в составе «Динамо» в чемпионате провёл 92 матча в которых забил 79 голов.
В июне 2001 года подписал контракт с «Бенфикой» из Лиссабона. В чемпионате Португалии провёл 76 игр и забил 28 мячей. В 2005 году «Бенфика» не стала продлевать контракт с Томиславом и он присоединился к «Порту» на правах свободного агента. За «Порту» он дебютировал 10 сентября 2005 года в матче с «Риу Аве» (3:0). Всего за «Порту» в чемпионате сыграл 3 матча. Шокота не смог закрепиться в команде из-за травм.
В марте 2007 года заключил контракт с загребским «Динамо». В составе которого отыграл два года и провёл 20 матчей и забил 6 мячей в чемпионате Хорватии. Летом 2009 года перешёл в бельгийский «Локерен». В чемпионате Бельгии провёл 27 матчей и забил 5 голов.
Завершил карьеру в словенской «Олимпии» из Любляны. Где в сезоне 2010/11 в чемпионате Словении провёл 19 матчей и забил 7 голов.

### Карьера в сборной
Выступал за юношеские сборные Хорватии до 17 и до 19 лет, а также за молодёжную сборную до 21 года.
В национальной сборной Хорватии дебютировал в матче со Словенией в ноябре 2003 года. Провёл все три матча сборной Хорватии на чемпионате Европы в Португалии, Хорватия покинула соревнование на групповой стадии. Всего за сборную провёл 8 матчей и забил 2 гола.

## Достижения
- Чемпион Хорватии (8): 1995/96, 1996/97, 1997/98, 1998/99, 1999/00, 2000/01, 2006/07, 2007/08
- Обладатель Кубка Хорватии (6): 1995/96, 1996/97, 1997/98, 2000/01, 2006/07, 2007/08
- Лучший бомбардир чемпионата Хорватии (2): 1999/00, 2000/01
- Чемпион Португалии (1): 2005/06
- Обладатель Кубка Португалии (2): 2003/04, 2005/06